# Măcin
Macin là một thị xã thuộc hạt Tulcea, România. Dân số thời điểm năm 2002 là 10607 người.